# Новосибирский государственный технический университет
Новосиби́рский госуда́рственный техни́ческий университе́т (НГТУ) — техническое высшее учебное заведение в Новосибирске. Основан в 1950 году.

## История
Создан постановлением Совета министров СССР от 19 августа 1950, как Новосибирский электротехнический институт (НЭТИ), в том же году началась закладка первого корпуса. Первые занятия начались в 1953 году. Первое крупное здание (студенческое общежитие) было построено в 1954. Первый учебный корпус был возведён только в 1960, до этого времени занятия проводились в 6 переоборудованных квартирах дома на ул. Римского-Корсакова. Первый выпуск состоялся в 1958 году и составил 153 инженера. Среди них — будущие ведущие специалисты крупных предприятий и НИИ, видные руководители, академики.
В 1991 году институт одним из первых в России перешёл на многоуровневую систему образования.
В 1992 году был переименован в Новосибирский государственный технический университет в связи с добавлением нетехнических факультетов.
В 1995 году в состав университета вошёл Новосибирский институт социальной реабилитации, единственное в Сибири учебное заведение, где обучаются лица с ограниченными физическими возможностями из различных регионов России (от Северного Кавказа до Камчатки). На базе университета работает филиал исследовательского центра РФ по проблемам качества подготовки специалистов.

### НЭТИ в лицах
Основатели НЭТИ-НГТУ: 
- Алабужев Пётр Михайлович (1908—1995) — д. т. н., профессор, зав. кафедрой ;
- Веселовский Олег Николаевич (1928—2018) — д. т. н., профессор, проректор по учебной работе ;
- Городецкий Александр Фомич (1910—1968) — к. т. н., профессор, зав. кафедрой ;
- Грабовецкий Георгий Владимирович (1922—2013)— д. т. н., профессор, зав. кафедрой ;
- Казанский Василий Михайлович (1922—2011) — д. т. н., профессор, проректор по научной работе (;
- Колкер Иосиф Григорьевич (1918—2005) — д. т. н., профессор, декан;
- Лыщинский Георгий Павлович (1922—1995) — профессор, ректор НЭТИ ;
- Орлов Василий Тимофеевич (1906—1965)— к. т. н., доцент, проректор по учебной работе ;
- Пазухин Сергей Павлович (1895—1966) — д. т. н., профессор, зав. кафедрой ;
- Потужный Андрей Ксенофонтович (1905—1955) — к. т. н., доцент, первый директор НЭТИ;
- Тушинский Леонид Иннокентьевич (1926—2010)— д. т. н., профессор, зав. кафедрой;
- Щербаков Василий Кузьмич (1903—1980) — д. т. н., профессор, зав. кафедрой.

### НГТУ (НЭТИ) в цифрах
За 60 лет вуз подготовил более 90 тысяч специалистов.
НГТУ располагается в 8 учебных корпусах, в учебном процессе используются 236 общеуниверситетских, факультетских и кафедральных компьютерных классов; 48 мультимедийных аудиторий; более 60 лабораторий, учебно-научных центров, более 30 межведомственных лабораторий и филиалов кафедр на базе промышленных предприятий региона.
Информационная среда университета включает в себя:
- портал университета, систему веб-сайтов подразделений, факультетов, кафедр, преподавателей и сотрудников НГТУ, студенческий сайт;
- информационную систему университета (учебные планы, расписания занятий, успеваемость студентов, данные о подразделениях и сотрудниках и т. д.), виртуальную среду обучения (более 1200 электронных учебных курсов), виртуальную среду комбинированной формы обучения;
- современный издательско-полиграфический комплекс.

В НГТУ издаются печатные периодические издания: как для преподавателей, так и для студентов.
С 2001 года функционирует ассоциация выпускников НЭТИ-НГТУ, которую возглавляет заместитель директора ИЯФ СО РАН, член-корреспондент РАН Г. Н. Кулипанов.
В 2016 году научная библиотека НГТУ переехала в отдельное здание, куда было перенесено более 1,5 млн экземпляров.
В апреле 2017 года НГТУ стал одним из региональных опорных университетов.
В 2000 году — вузу вручена благодарность Президента РФ В. В. Путина за большой вклад в развитие высшего образования и подготовку квалифицированных специалистов.
24 июня 2025 года коллектив университета награждён орденом Почёта за заслуги в области науки и образования, подготовке высококвалифицированных специалистов.

## Структура
- Факультет автоматики и вычислительной техники (АВТФ)
- Факультет летательных аппаратов (ФЛА)
- Механико-технологический факультет (МТФ)
- Факультет мехатроники и автоматизации (ФМА)
- Факультет прикладной математики и информатики (ФПМИ)
- Факультет радиотехники и электроники (РЭФ)
- Физико-технический факультет (ФТФ)
- Факультет энергетики (ФЭН)
- Факультет бизнеса (ФБ)
- Факультет гуманитарного образования (ФГО)
- Институт дистанционного обучения (ИДО)
- Институт социальных технологий (ИСТ)[5]
- Институт дополнительного профессионального образования (ИДПО)
- Факультет повышения квалификации
- Факультет довузовского образования
- Народный факультет
- Инженерный лицей НГТУ

## Рейтинги
- По данным Рейтингового агентства РАЭКС Аналитика (Топ-100 вузов России[6]): 2017 год — 26 место, 2018 год — 31 место, 2019 год — 32 место, 2020 год — 39 место, 2021 год — 42 место, 2022 год — 42 место.
- Рейтинг ведущих вузов России (фонд В. Потанина): 2013 год — 22 место (из 58 вузов), 2014 учебный год — 30-31 место (из 75 вузов), 2015 год — 17-18 место (из 75 вузов), 2016 год — 13 место (из 75 вузов), 2017 год — 8 место (из 75 вузов).[7]
- В 2020 году занял 31 место в рейтинге инженерно-технических вузов России по версии РАЭКС[8].
- Рейтинг лучших вузов мира QS World University Rankings. 2017/2018 — место 801—1000.[9]
- Международный рейтинг «Три миссии университета» - 1101-1200 место в 2020 году, 1201-1300 место в 2021 году, 1301-1400 место в 2022 году.[10].

|  |  |  |

## Издательская деятельность
Научные издания НГТУ включают «Научный вестник НГТУ», «Сборник научных трудов НГТУ», «Известия высших учебных заведений России. Радиоэлектроника», «Доклады академии наук высшей школы России», «Сибирский журнал индустриальной математики», «Обработка металлов», «Автоматика и программная инженерия».

## Научная деятельность
В НГТУ ведётся подготовка научно-педагогических кадров через аспирантуру и докторантуру, действуют специализированные советы по защите докторских диссертаций. Среди студентов и аспирантов университета — победители и призёры республиканских и региональных предметных олимпиад и творческих конкурсов, обладатели стипендий Президента, Правительства РФ, областной администрации, мэрии, российских и зарубежных компаний.
В 2014 году — в НГТУ функционируют 9 из 12 диссертационных советов по 21 специальности. Подана заявка на открытие совета на факультете гуманитарного образования («Философия»). Совместно с Томским политехническим университетом готовятся документы на открытие совета по экономическим наукам.
НГТУ — коллективный член Ассоциации технических университетов России, Ассоциации технических университетов России и Китая (АТУРК) (Association of Sino-Russian Technical Universities (ASRTU)), Академии наук высшей школы, Фонда научно-технической инновационной и творческой деятельности молодёжи.
18 сентября 2002 университет подписал Болонскую декларацию и стал третьим после МГУ и СПбГУ в России вузом — участником Хартии университетов Европы.
В 2007 году НГТУ стал одним из победителей всероссийского конкурса вузов в рамках приоритетного национального проекта «Образование».

## Ректоры
- А. К. Потужный - первый директор (ректор) вуза. Под его руководством началось строительство НЭТИ и сложился первый преподавательский коллектив.
- Г. П. Лыщинский - 35 лет ректорства. За выдающийся вклад в развитие инженерно-технического образования ему было присвоено звание «Почётный гражданин г. Новосибирска» и «Гражданин XX века».
- А. С. Востриков - ректор университета с 1990 года, доктор технических наук, профессор, председатель Совета ректоров вузов Новосибирской области, лауреат премии Президента РФ. Под его руководством вуз сложился как университет не только с технической, экономической, но и гуманитарной направленностью[2]. В 2000 году университету вручена благодарность Президента РФ за большой вклад в развитие высшего образования и подготовку квалифицированных специалистов.
- Н. В. Пустовой - профессор, ректор с марта 2005 по апрель 2015 года.
- А. А. Батаев - избран ректором с 20 апреля 2015.

## Известные выпускники
- См. также: Выпускники Новосибирского технического университета

## Почётные доктора
- Ерлан Мухтарулы Арын — общественно-политический деятель Казахстана, aким Павлодарской области[11].
- Грегор Бергхорн — глава московского представительства Германской службы академических обменов[12].
- Любомир Димитров — профессор Технического университета Софии[13].
- Уранчимэг Тудевдагва — профессор Монгольского государственного университета науки и технологий и Технического университета Кемница[14].
- Василий Фомин — профессор Новосибирского Государственного Технического Университета, академик РАН (2006)[15].